# Ejércitos del Ejército Imperial Japonés
El término Ejército (軍 gun) en el Ejército Imperial Japonés se usó de diferentes maneras para designar una variedad de grandes formaciones militares, correspondientes al grupo del ejércitos, el ejército de campaña y los cuerpos en los militares de las naciones occidentales.

## Ejércitos generales

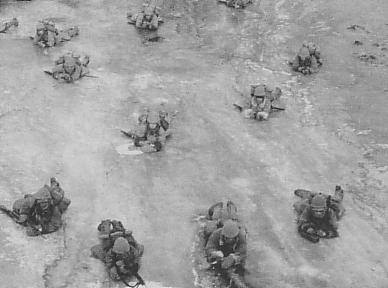
El Ejército de Kwantung de maniobras.

El Ejército General (総軍 Sō-gun) fue el nivel más alto en la estructura organizativa del Ejército Imperial Japonés. Correspondía al grupo de ejércitos en la terminología militar occidental. Con la intención de ser autosuficientes por períodos indefinidos, los ejércitos generales fueron comandados por un mariscal de campo o un general.
El ejército general inicial fue el Ejército Japonés de Manchuria, formado entre 1904 y 1905 durante la guerra ruso-japonesa como una estructura de mando temporal para coordinar los esfuerzos de varios ejércitos japoneses en la campaña contra la Rusia imperial.
En términos de una organización permanente, el Ejército japonés creó el Kantōgun, generalmente conocido como Ejército de Kwantung, para administrar su despliegue en el extranjero en Kwantung y Manchukuo a partir de 1906.
Los ejércitos generales posteriores se crearon en respuesta a las necesidades de la segunda guerra sino-japonesa y la Segunda Guerra Mundial, en las que un mayor despliegue en el extranjero requería una estructura organizativa que pudiera responder de forma rápida y autónoma de la Oficina del Estado Mayor del Ejército Imperial Japonés en Tokio. Como resultado, las fuerzas japonesas se reorganizaron en tres mandos operativos separados en el extranjero: (Manchuria, China y el Sudeste Asiático), con las islas de origen japonesas formando un cuarto mando.
Hacia el final de la Segunda Guerra Mundial, el mando de la isla principal (es decir, el Mando de Defensa General) se reestructuró geográficamente en el Primer Ejército General en el este, el Segundo Ejército General en el oeste y el Ejército General del Aire a cargo de la aviación militar.
Con la rendición oficial de los japoneses en septiembre de 1945, todos los ejércitos generales se disolvieron, excepto el Primer Ejército General, que continuó existiendo hasta el 30 de noviembre de 1945, como el 1.er Cuartel General de Desmovilización.

## Ejércitos de área
| Nombre                                                                     | Años en activo | Zona de operaciones                                                     |
| -------------------------------------------------------------------------- | -------------- | ----------------------------------------------------------------------- |
| Ejército de Kwantung (関東軍 Kantōgun)                                     | 1906 - 1945    | Manchukuo                                                               |
| Ejército Expedicionario de China (支那派遣軍 Shina hakengun)               | 1939 - 1945    | China                                                                   |
| Ejército Expedicionario de China Central (中支那派遣軍 Nakashina hakengun) | 1938 - 1939    | China                                                                   |
| Grupo de Ejércitos Expedicionario del Sur (南方軍 Nampōgun)                | 1941 - 1945    | Sudeste Asiático, Suroeste del Pacífico                                 |
| Mando de Defensa General (防衛総司令部 Bōei Sōshireibu)                    | 1941 - 1945    | Archipiélago japonés                                                    |
| Primer Ejército General (第1総軍 Dai-ichi Sōgun)                           | 1945           | Honshū oriental y septentrional (incluido Tokio)                        |
| Segundo Ejército General (第2総軍 Dai-ni Sōgun)                            | 1945           | Kyūshū, Honshū occidental y Shikoku                                     |
| Ejército General del Aire (航空総軍 Kōkū Sōgun)                            | 1945           | Unidades de aviación del ejército a través de las islas del archpiélago |

Los ejércitos de área (方面軍 Hōmen-gun) en la terminología militar japonesa eran equivalentes a los ejércitos de campo en los ejércitos occidentales. Los ejércitos de área normalmente eran comandados por un general o teniente general. Hay mucha confusión entre los ejércitos de área y los ejércitos de área similar en los registros históricos, ya que muchos escritores a menudo no hicieron una distinción clara al describir las unidades involucradas.
|  | Nombre                                                                           | Años en activo    | Zona principal de operaciones |
|  | -------------------------------------------------------------------------------- | ----------------- | ----------------------------- |
|  | 1.º Ejército Japonés de Área (第1方面軍 Dai ichi hōmen gun)                      | 1942 - 1945       | Manchukuo                     |
|  | 2.º Ejército Japonés de Área (第2方面軍 Dai ni hōmen gun)                        | 1942 - 1945       | Manchukuo                     |
|  | 3.er Ejército Japonés de Área (第3方面軍 Dai san hōmen gun)                      | 1942 - 1945       | Manchukuo                     |
|  | 5.º Ejército Japonés de Área (第5方面軍 Dai go hōmen gun)                        | 1944 - 1945       | Archipiélago japonés          |
|  | 6.º Ejército Japonés de Área (第6方面軍 Dai roku hōmen gun)                      | 1944 - 1945       | China                         |
|  | 7.º Ejército Japonés de Área (第7方面軍 Dai nana hōmen gun)                      | 1944 - 1945       | Indonesia, Malasia y Singapur |
|  | 8.º Ejército Japonés de Área (第8方面軍 Dai hachi hōmen gun)                     | 1942 - 1945       | Islas Salomón y Nueva Guinea  |
|  | 10.º Ejército Japonés de Área (第10方面軍 Dai jyū hōmen gun)                     | 1944 - 1945       | Taiwán                        |
|  | 11.º Ejército Japonés de Área (第11方面軍 Dai jyū ichi hōmen gun)                | 1945              | Archipiélago japonés          |
|  | 12.º Ejército Japonés de Área (第12方面軍 Dai jyū ni hōmen gun)                  | 1945              | Archipiélago japonés          |
|  | 13.º Ejército Japonés de Área (第13方面軍 Dai jyū san hōmen gun)                 | 1945              | Archipiélago japonés          |
|  | 14.º Ejército Japonés de Área (第14方面軍 Dai jyū yon hōmen gun)                 | 1942 - 1945       | Filipinas                     |
|  | 15.º Ejército Japonés de Área (第15方面軍 Dai jyū go hōmen gun)                  | 1945              | Archipiélago japonés          |
|  | 16.º Ejército Japonés de Área (第16方面軍 Dai jyū roku hōmen gun)                | 1945              | Archipiélago japonés          |
|  | 17.º Ejército Japonés de Área (第17方面軍 Dai jyū nana hōmen gun)                | 1945              | Corea                         |
|  | 18.º Ejército Japonés de Área (第18方面軍 Dai jyū hachi hōmen gun)               | 1943 - 1945       | Tailandia                     |
|  | Ejército Japonés del Área de Birmania (緬甸方面軍 Biruma hōmen gun)              | 1943 - 1945       | Birmania                      |
|  | Ejército Japonés del Área Central de China (中支那方面軍 Naka-Shina hōmen gun)   | 1937 - 1938       | China                         |
|  | Ejército Japonés del Área del Norte de China (北支那方面軍 Kita-Shina hōmen gun) | 1937 - 1945       | China                         |
|  | Ejército Japonés del Área Sur de China (南支那方面軍 Minami-Shina hōmen gun)     | 1940 - 1941       | China                         |
|  | Ejército del Distrito Norte (北部軍 Hokubu gun)                                  | 1940 - 1945       | Archipiélago japonés          |
|  | Ejército del Distrito Oriental (東部軍 Tobu gun)                                 | 1923 - 1945       | Archipiélago japonés          |
|  | Ejército del Distrito Occidental (西部軍 Seibu gun)                              | 1937 - 1945       | Archipiélago japonés          |
|  | Ejército del Distrito Central (中部軍 Chubu gun)                                 | 1945              | Archipiélago japonés          |
|  | Ejército Expedicionario de Shanghái (上海派遣軍 Shanhai Haken gun)               | 1932, 1937 - 1938 | China                         |

## Ejércitos
El ejército japonés (軍 gun) correspondía a un cuerpo de ejército en terminología militar estadounidense o británica. Por lo general era mandado por un teniente general.
- 1.º Ejército - China
- 2.º Ejército - China
- 3.º Ejército - Manchukuo
- 4.º Ejército - Manchukuo
- 5.º Ejército - Manchukuo
- 6.º Ejército - Manchukuo
- 10.º Ejército - China
- 11.º Ejército - China
- 12.º Ejército - China
- 13.º Ejército - China
- 14.º Ejército - Filipinas
- 15.º Ejército - Burma
- 16.º Ejército - Java
- 17.º Ejército - Islas Salomón
- 18.º Ejército - Nueva Guinea
- 19.º Ejército - este de las Indias Orientales Neerlandesas
- 20.º Ejército - China
- 21.º Ejército - China
- 22.º Ejército - China
- 23.º Ejército - China
- 25.º Ejército - Malasia, Singapur y Sumatra
- 27.º Ejército - Islas Kuriles
- 28.º Ejército - Burma
- 29.º Ejército - Malasia británica
- 30.º Ejército - Manchukuo
- 31.º Ejército - Truk
- 32.º Ejército - Okinawa
- 33.º Ejército - Burma
- 34.º Ejército - Manchukuo
- 35.º Ejército - Filipinas
- 36.º Ejército - archipiélago japonés
- 37.º Ejército - Borneo
- 38.º Ejército - Indochina francesa
- 39.º Ejército - Tailandia
- 40.º Ejército - archipiélago japonés
- 41.º Ejército - Filipinas
- 43.º Ejército - China
- 44.º Ejército - Manchukuo
- 50.º Ejército - archipiélago japonés
- 51.º Ejército - archipiélago japonés
- 52.º Ejército - archipiélago japonés
- 53.º Ejército - archipiélago japonés
- 54.º Ejército - archipiélago japonés
- 55.º Ejército - archipiélago japonés
- 56.º Ejército - archipiélago japonés
- 57.º Ejército - archipiélago japonés
- 58.º Ejército - archipiélago japonés
- 59.º Ejército - archipiélago japonés
- Ejército de Guarnición de China - China
- Ejército de Guarnición de Mongolia - Mongolia interior
- Ejército de la Bahía de Tokio
- Ejército de defensa de Tokio
- Servicio Aéreo del Ejército Imperial Japonés
  - 1.º Ejército del Aire - con sede en Tokio, en la llanura de Kanto, y cubriendo el archpiélago japonés, Taiwán, Corea y Karafuto.
  - 2.º Ejército del Aire - con sede en Hsinking, cubriendo Manchukuo.
  - 3.º Ejército del Aire - con sede en Singapur, cubriendo el Sudeste Asiático.
  - 4.º Ejército del Aire - con sede en Rabaul, cubriendo las Islas Salomón y Nueva Guinea.
  - 5.º Ejército del Aire - con sede en Nankín, cubriendo las partes ocupadas del sur y este de China.
  - 6.º Ejército del Aire - con sede en Kyūshū, cubriendo Taiwán y Okinawa.

### Auxiliares
- Ejército Imperial de Manchukuo
- Ejército de Mongolia Interior
- Ejército Nacional Indio
- Ejército Independiente Birmano
- Kenpeitai
- Ejército japonés en Corea